# Lupang Hinirang
Lupang Hinirang (Ursprünglich in Spanisch Patria Adorada; deutsch Auserwähltes Land) ist die Nationalhymne der Philippinen.   
Sie wurde 1898 von Julian Felipe als Instrumentalmarsch komponiert und hieß ursprünglich Marcha Filipina Magdalo, später umgeändert in Marcha Nacional Filipina, die Komposition orientierte sich dabei an der Nationalhymne der ersten spanischen Republik (1873–1874), der Himno de Riego und war die Hymne in dieser Form der ersten philippinischen Republik. Der ursprüngliche (spanische) Text wurde 1899 von José Palma geschrieben und hieß Filipina. Der Text wurde am 3. September 1899 in der La Independencia erstmals veröffentlicht. 1920 wurde nach der Aufhebung des Verbots von philippinischen Nationalsymbolen durch die amerikanische Regierung eine englische Übersetzung angefertigt. 1938 erklärte der philippinische Kongress die populärste englische Übersetzung zur offiziellen Nationalhymne. 1948 wurde eine Version auf Filipino, O Sintang Lupa, zur Nationalhymne erklärt. Erst 1956 entstand auf Anordnung von Präsident Ramon Magsaysay die überarbeitete Version Lupang Hinirang. Die heutige Version geht auf eine letzte Überarbeitung im Jahre 1966 zurück und wurde 1998 als einzige offizielle Version bestätigt.

## Varianten
| Bayang magiliw, Perlas ng silanganan, Alab ng puso, Sa dibdib mo’y buhay Lupang hinirang, Duyan ka ng magiting Sa manlulupig, Di ka pasisiil. Sa dagat at bundok, Sa simoy at sa langit mong bughaw, May dilag ang tula At awit sa paglayang minamahal. Ang kislap ng watawat mo’y Tagumpay na nagniningning. Ang bituin at araw niya Kailan pa ma’y di magdidilim Lupa ng araw, ng luwalhati’t pagsinta, Buhay ay langit sa piling mo. Aming ligaya na pag may mang-aapi, Ang mamatay nang dahil sa iyo. | O geliebtes Land, Perle des Orients, Die Leidenschaft des Herzens, In Deiner Brust lebt fort. Auserwähltes Land, Wiege tapferer Helden, Den Eroberern Wirst Du Dich nie ergeben. Durch Deine Meere und Berge, Durch Deine Luft und Deinem blauen Himmel, Wehen prächtige Gedichte Und das Lied der geliebten Freiheit. Das Funkeln Deiner Fahne Ist glänzender Sieg, Ihre Sonne und ihre Sterne Werden nie verglühen! Land der Sonne, Herrlichkeit und Liebe, In Deinen Armen ist das Leben himmlisch. Es ist uns eine Freude, falls Dich einer unterdrückt, Deinetwegen zu sterben.                                                 |
| Tierra adorada, hija del sol de Oriente, su fuego ardiente en ti latiendo está. Tierra de amores, del heroísmo cuna, los invasores no te hollarán jamás. En tu azul cielo, en tus auras, en tus montes y en tu mar esplende y late el poema de tu amada libertad. Tu pabellón que en las lides la victoria iluminó no verá nunca apagados sus estrellas ni su sol. Tierra de dichas, de sol y amores, en tu regazo dulce es vivir; es una gloria para tus hijos, cuando te ofenden por ti morir.          | Land of the morning, Child of the sun returning, With fervor burning, Thee do our souls adore. Land dear and holy, Cradle of noble heroes, Ne'er shall invaders, Trample thy sacred shores. Even within thy skies and through thy clouds, And o’er thy hills and seas. Do we behold the radiance, Feel the throb of glorious liberty. Thy banner, dear to all our hearts, Its sun and stars alight. O, never shall its shining fields, Be dimmed by tyrant’s might! Beautiful land of love, O land of light, In thine embrace ’tis rapture to lie. But it is glory ever, when thou art wronged, For us, thy sons, to suffer and die. |